# Н’Диай, Мусса (футболист, 2002)
Мусса́ Н’Диа́й (фр. Moussa N'Diaye; род. 18 июня 2002, Сенегал) — сенегальский футболист, защитник клуба «Андерлехт».

## Карьера
Воспитанник сенегальского отделения академии «Эспайр». В августе 2020 года перешёл в «Барселону», где играл за молодёжные команды. В июле 2021 попал во вторую команду клуба, выступавшую в третьем испанском дивизионе.
В августе 2022 года стал игроком бельгийского «Андерлехта». Дебютировал за клуб в матче Лиги Конференций 22/23 против «Вест Хэма», выйдя на замену вместо Ханнеса Делкруа на 86-й минуте. Дебютировал в Про-Лиге 9 октября 2022 в матче с «Мехеленом», отметился голевой передачей на Фабиу Силву.

## Карьера в сборной
Выступал за молодёжные сборные Сенегала. В 2022 году попал в заявку национальной команды на Чемпионат мира в Катаре.